# أنجيلا جورغيو
أنجيلا جيورغيو ني بورلاكو من مواليد 7 سبتمبر 1965 هي سوبرانو رومانية، اشتهرت بشكل خاص بأدائها في أوبرا بوتشيني.
منذ بدايتها الاحترافية في عام 1990، قدمت عروضها في أوبرا متروبوليتان بنيويورك، ودار الأوبرا الملكية بلندن، ودار الأوبرا في فيينا، والعديد من الأماكن الأخرى في جميع أنحاء العالم.
لديها أسطوانة كبيرة في المقام الأول مع إيمي كلاسيك وديكا (شركة تسجيلات)، وتحمل العديد من جوائز جراموفون للموسيقى الكلاسيكية والدكتوراه الفخرية. كانت تحت أضواء وسائل الإعلام بسبب علاقاتها الصعبة مع إدارات الأوبرا والرومانسية مع التينور الفرنسي روبرتو ألجنا.

## النشأة والأسرة
ولدت أنجيلا بورلاكو في أجدود برومانيا لأم خياطة ووالد سائق قطار. مع أختها إيلينا، غنت موسيقى الأوبرا منذ سن مبكرة. في سن 14، بدأت في دراسة الغناء في معهد الجامعة الوطنية للموسيقى بوخارست، بشكل أساسي. تخرجها في عام 1990 بعد الإطاحة بنيكولاي تشاوتشيسكو في العام السابق، مما مكنها من السعي للحصول على وظيفة دولية على الفور. تم إجراء امتحان تخرجها في أوبرا كلوج نابوكا الرومانية الوطنية باسم ميمي في لا بوهيم في عام 1990، وهو نفس العام الذي فازت فيه بالجائزة الثالثة في مسابقة بلفيدير الدولية للغناء.